# 矢島タクシー
株式会社矢島タクシー（やじまタクシー）は群馬県太田市東本町に本部を置き、岩瀬川町に本社を置くタクシー・バス会社。太田市、邑楽郡大泉町、邑楽町、千代田町太田市内外で路線バスを運行する。バス事業のうち、貸切バス事業は「太田観光バス」として営業している。また、東本町の本部には大手旅行会社・近畿日本ツーリスト特約店の太田観光サービスが入居する。

## 会社概要
- 設立日：1954年（昭和29年）5月18日 （創業1934年）
- 系列会社に、尾島自動車（尾島タクシー）、整備事業から分社した矢島工業（SUBARU系部品メーカー・syms（シムス）の名称でモータースポーツパーツも生産・販売）などがある。
- かつては館林地区でもタクシー事業を展開していたが撤退し、営業所跡地に日本中央タクシーが入居している。

## 路線バス事業

### シティライナーおおた

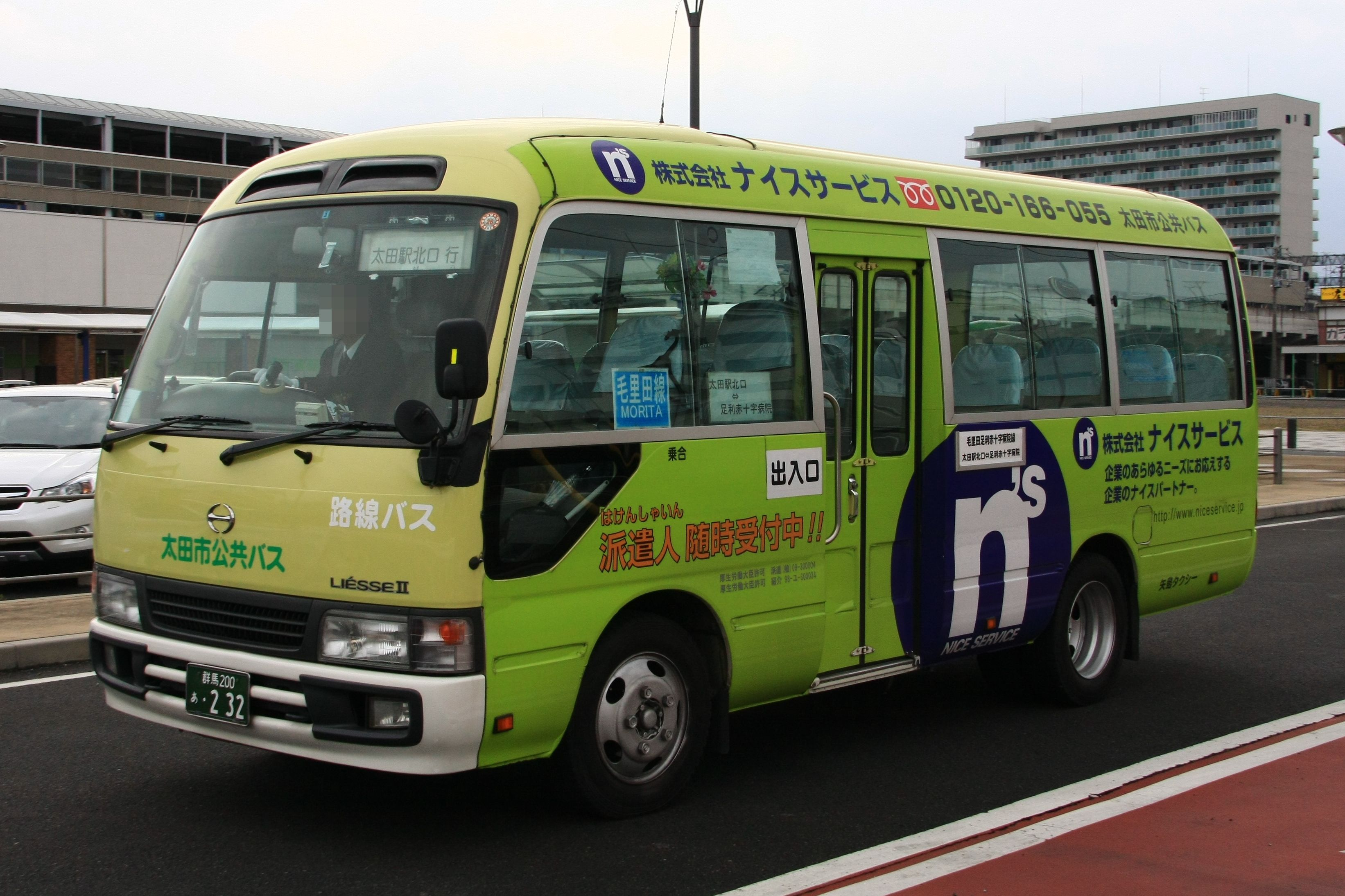
シティライナーおおたで使用される日野・リエッセII

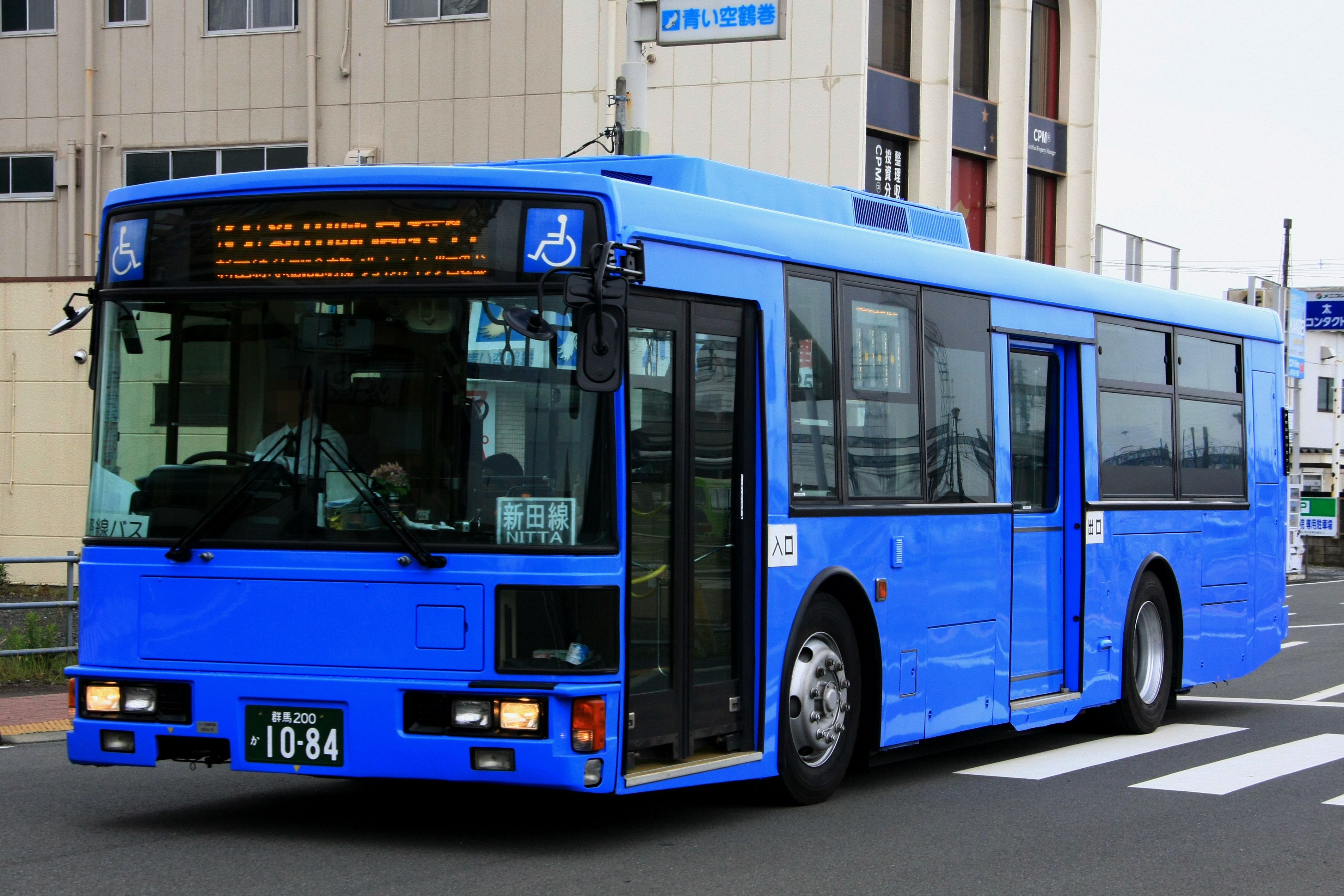
シティライナーおおたで使用される日産ディーゼル・UA（元関東バス）
（現在は退役）

太田市のコミュニティバスである。旧名「そよかぜ」。かつて「あおぞら」が運行されていた新田地域、尾島地域も太田市に編入されたため「そよかぜ」に切り替わり、藪塚地域も合併当日より運行開始となった。
2014年4月1日現在、新田線・尾島線・市内循環線の3路線が運行されており、新田線は同日の改正での増発に伴いノンステップバスを導入している。
新田線においては、いすゞ・エルガミオ及び、マイクロバスが使用されている。
尾島線は、マイクロバスであったが、かつて日中の市内循環線（2022年1月廃止）運用及び朝夕の新田線増発運用に就いていた日野・ポンチョが使用されている。
新田線及び尾島線及び過去の廃止路線では、利用状況によりマイクロバス（日野・リエッセII及び日産・シビリアン）と小型路線バス車両（日野・ポンチョ（過去には日野・リエッセが用いられた））と中型路線バス車両（いすゞ・エルガミオ（過去には日産ディーゼル車（スクールバスに転用された後に退役）が用いられた）用いられた）の運用路線をダイヤ改正などによって運用を変更していた。

### おうかがい市バス

#### （現）おうかがい市バス
- 太田市の福祉デマンドバス。2010年4月1日より「そよかぜ」の新田線・尾島線を除く路線を全廃して運行を開始した、障害者および70歳以上の高齢者を対象とする[1]。

#### （旧）新田地域乗合バス
- 2005年10月1日より、新田循環線（子会社の尾島タクシーから移管した日野・リエッセで運行されていた。その後尾島線に転用ののち廃車）を廃止して新たにマイクロバスで運行を開始した。

### あおぞら

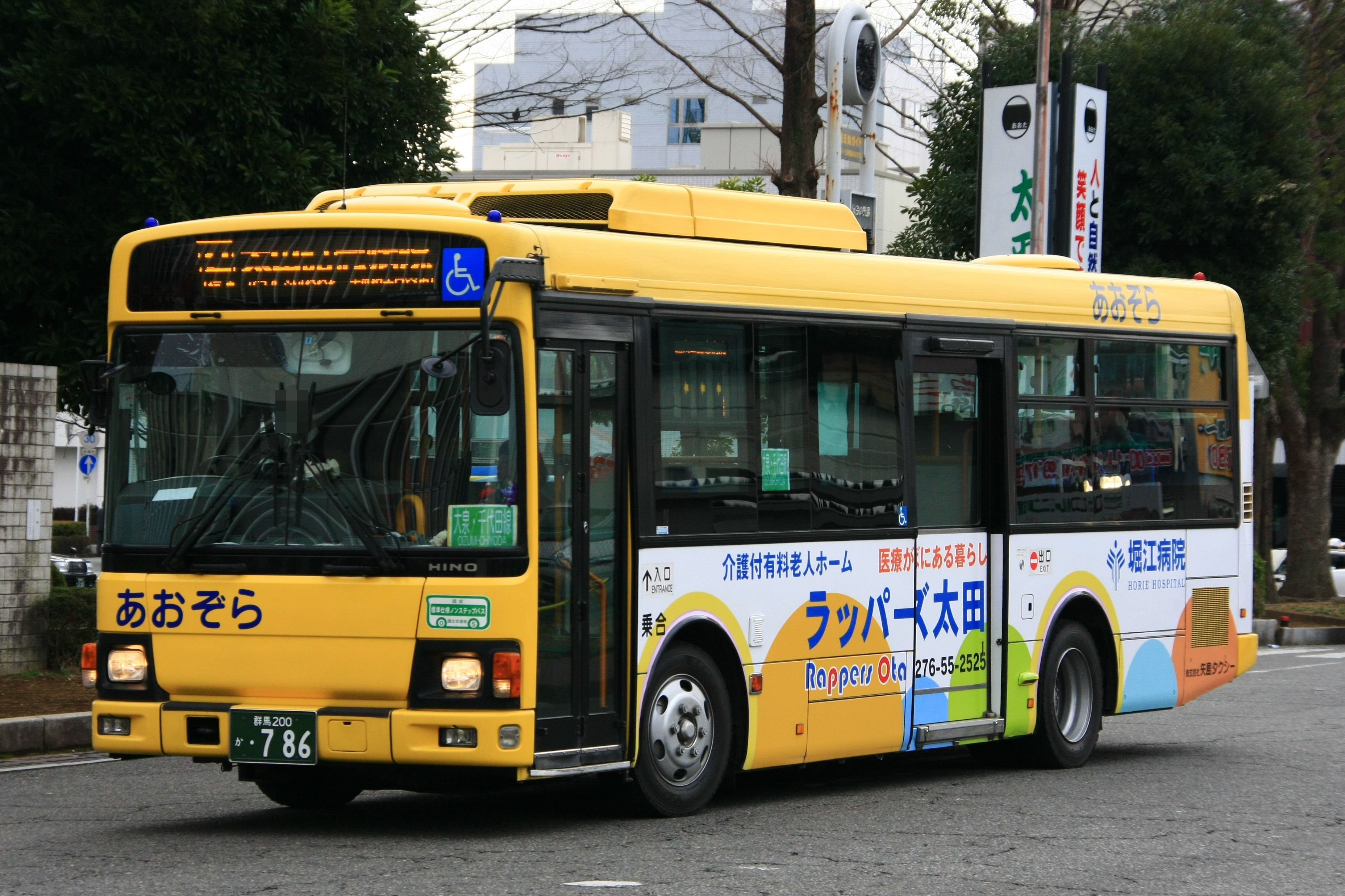
広域公共バスあおぞらで使用される日野・レインボーII

- 大泉町・千代田町が共同で運行するコミュニティバス。両町と太田駅を結ぶ。合併前までは新田地域と尾島地域でも運行していた。

### おうらタウンバス

#### 邑楽線
- 邑楽町のコミュニティバス。太田駅と邑楽町にある本中野駅を結ぶ。

### イオンモール太田線

当路線専属のいすゞ・キュービック
（現在は老朽化に伴いいすゞ・エルガに置き換え）

- 東武鉄道太田駅南口とイオンモール太田を結ぶ一般路線バス。送迎バスではなく乗合バスである。
- イオングループのコーポレートカラーに塗装されたいすゞ自動車製大型バスエルガで運行される。
日中時間帯は20分毎に1本の間隔で運行され、平日は近隣のぐんま国際アカデミー中高等部の通学利用、休日はイオンモール太田へのアクセスで混雑する。
- 2022年（令和4年）3月12日に地域連携ICカードnolbé（ノルベ）のサービス開始。その際に、整理券方式（ICカードの場合は出入口のICカードリーダーにタッチ）に変更され、実質的に整理券方式が復活した（nolbé導入前は整理券発行機材の老朽化や故障が相次いで、整理券発行機材の使用中止を行い、申告後払い方式を導入していた。）。

### nolbéについて
nolbé（ノルベ）については、
利用出来る路線：
- おおたCityシャトル500
- イオンモール太田線
- あおぞら（大泉・千代田線）

利用出来ない路線：
- そよかぜ（新田線・尾島線）
- おうらタウンバス（邑楽線）

となっている。現時点ではタクシーでの利用は出来ない。
矢島タクシーでの発売箇所は、
- 東本町本部内太田観光サービス
- 岩瀬川営業所事務所

となっている。

### 廃止・休止路線

#### さわやか
- 大泉町のコミュニティバスとして、大泉町内循環バス「さわやか」を運行受託していた。2014年（平成26年）3月31日をもって運行終了[2]。

#### おおたCityシャトル500

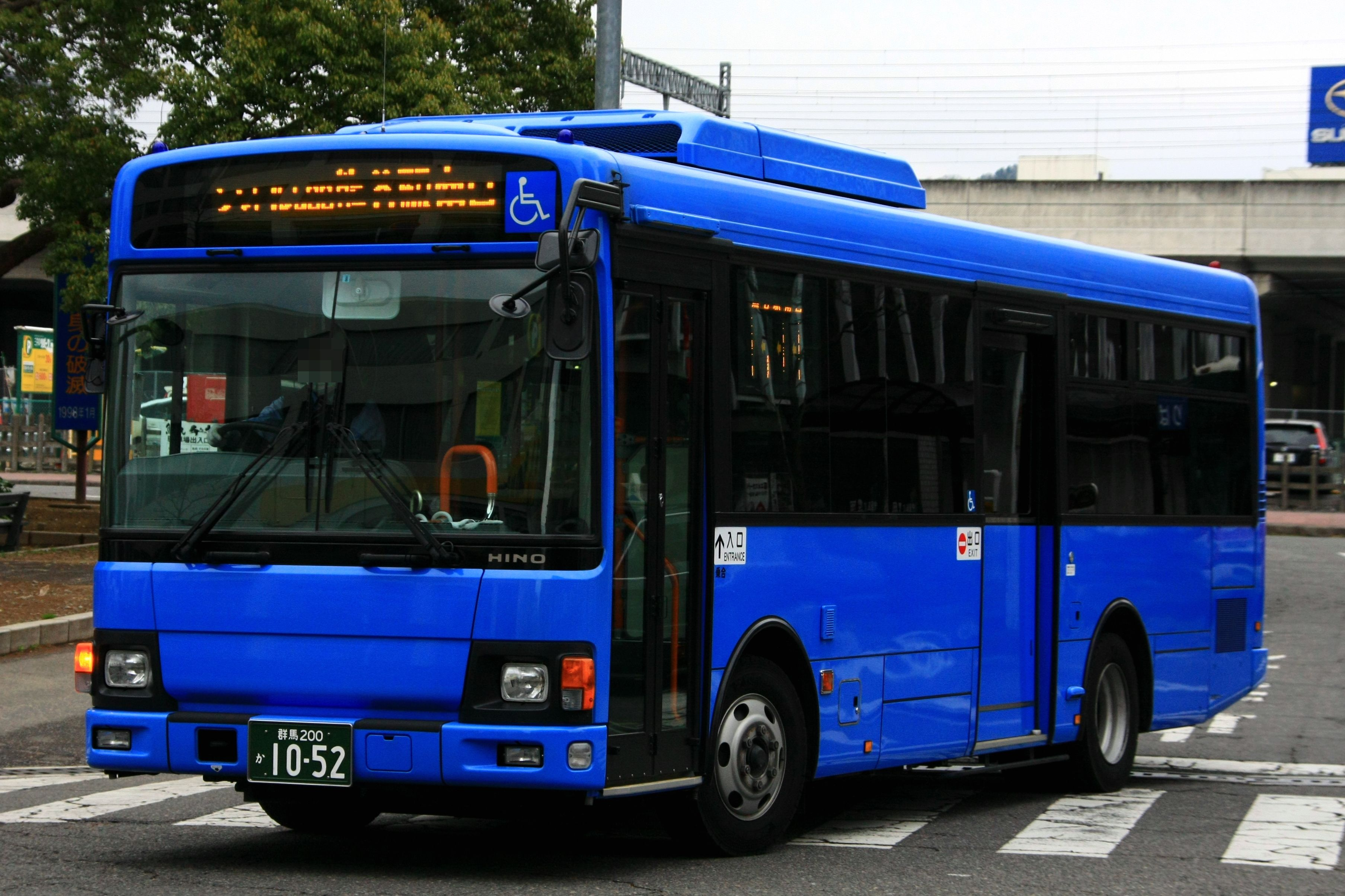
おおたCityシャトル500で使用される日野・レインボーII

- 2025年（令和7年）3月31日を以て、運行休止[3]。
- 太田駅南口と熊谷駅を結ぶ一般路線バス。
- 運賃は当初は前払い制（nolbé導入に伴い、後払い制に変更[要出典]）。運行開始当初は名称のとおり運賃が500円均一だったが、消費税増税に伴い、2019年10月1日改定後の運賃は520円に[4]、社会情勢などの事情で2023年9月21日には、600円（ノルベ597円）になっている[5]。
- 運行時間は上越新幹線との接続にあわせて夜11時まであったが、2023年6月の改正により終バスが繰り上がりされて、接続しなくなった。
- 運行開始当初は、BUSターミナルおおた - 熊谷駅間の直行便であったが、後に太田駅南口 - BUSターミナルおおた間を延長。延長区間のみの利用は160円。
この路線の運行開始により、従来から太田駅と熊谷駅を結ぶ路線バスを運行していた朝日自動車は、同路線の運賃（区間運賃制）の上限を500円にする対抗策を取った（当路線同様、消費増税と社会情勢による値上げを行い、それぞれ510円[6][7]、後者が560円[8]と、当社より割安にされていた）。
当初は専用カラーの日野・リエッセ（後述の中型観光バスに置き換え後にそよかぜ・さわやか・おうらタウンバスに転用ののち廃車。）により運行されていたが、2014年6月現在では青一色（一部ラッピング広告）の日野・レインボーII及びいすゞ・エルガミオでの運行となっている。なお、太田駅南口延長の際に一時期に中型観光バスを使用していた事もある[要出典]。
- 2022年（令和4年）3月12日に地域連携ICカードnolbé（ノルベ）のサービス開始。その為、申告先払い方式から整理券方式（ICカードの場合は出入口のICカードリーダーにタッチ）に変更された。（但し、シャトル500運行車両で新田線代走の際には利用出来ない。また、新田線代走の場合は均一運賃である事から、出口（nolbé導入前の入口）から乗車して、入口（nolbé導入前の出口）から降車する形となる。）

## 受託運行
- 太田駅南口と結婚式場「ローヤルチェスターおおた」の間にレトロバスを運行。
- SUBARUの社員送迎バス運行。
- 三洋電機の工場と熊谷駅間の送迎バスの運行、社有車の運転代行。
- 太田市役所とその総合支所にて公用車の運転代行。

## 車両
自社導入車は、貸切バスを含めて日野自動車の車両が多い。中古導入車ではいすゞ自動車や日産ディーゼル工業の車両も導入している。
かつては富士重工業製の車体を架装した車両を導入していた。イオンモール太田線のいすゞ・キュービックは東急バスから、シティライナーおおた新田線の日産ディーゼル・UAは関東バスから中古導入したものである。